# Euexia
Euexia är ett släkte av fjärilar. Euexia ingår i familjen mätare.
Kladogram enligt Catalogue of Life:
| Euexia | \| \| Euexia aora \| \| \| \| \| \| Euexia percnopus \| \| \| \| |
|        | \| \| Euexia aora \| \| \| \| \| \| Euexia percnopus \| \| \| \| |
|        | Euexia aora                                                      |
|        |                                                                  |
|        | Euexia percnopus                                                 |
|        |                                                                  |